# Apocryptus mysorensis
Apocryptus mysorensis är en stekelart som beskrevs av Gupta 1983. Apocryptus mysorensis ingår i släktet Apocryptus och familjen brokparasitsteklar. Inga underarter finns listade i Catalogue of Life.